# The Economic History Review
The Economic History Review est une revue d'histoire économique britannique, créée en 1927 par l'Economic History Society. 

## Histoire
Ses premiers éditeurs sont Ephraim Lipson (en) et R. H. Tawney. Eileen Power joue un rôle déterminant dans la fondation de la revue, elle est notamment éditrice du premier numéro.

## Description
Cette revue scientifique trimestrielle est éditée par Wiley-Blackwell au nom de l'Economic History Society. Elle propose des articles d'histoire économique et sociale, ainsi que des recensions d'ouvrages publiés dans ce champ. 
Ses rédacteurs en chef en 2018 sont Sara Horrell, Jaime Reis et Patrick Wallis.